# Йохан Фер'є
Йохан Анрі Еліза Фер'є (нід. Johan Henri Eliza Ferrier, 12 травня 1910 — 4 січня 2010) — суринамський політичний діяч, який обіймав посаду першого президента Суринаму з 25 листопада 1975 року по 13 серпня 1980 року. Він був останнім генерал-губернатором цієї країни до здобуття незалежності, служив з 1968 по 1975 рік, а потім став першим президентом після здобуття незалежності від Нідерландів у 1975 році.
У 1999 році він був названий найвидатнішим політиком Суринаму ХХ століття.

## Раннє життя
Народився в 1910 році в найбільшому місті та столиці Суринаму Парамарібо. Здобув освіту за фахом вчителя. У 1946 році брав участь у створенні Національної партії країни, коли Суринам був колонією Нідерландів.

## Політика
У 1946 році Фер'є був одним з членів-засновників Національної партії Суринаму. Фер'є був членом Національної ради з 1946 по 1948 рік. Потім він поїхав до Амстердаму в Нідерландах, щоб вивчати теорію освіти. У 1950 році він здобув ступінь доктора філософії. Повернувшись до Суринаму, який на той час став автономною країною у складі Королівства Нідерландів, він продовжив навчання та кар'єру в галузі освіти. Він обіймав посади прем'єр-міністра та міністра внутрішніх справ протягом трирічного періоду з 1955 по 1958 рік. Він також очолював Міністерство освіти Суринаму. З 1968 по 1975 рік він залишався на посаді губернатора. 25 листопада 1975 року Суринам отримав незалежність, і Фер'є був приведений до присяги як перший президент країни. Державний переворот 1980 року, здійснений Дезі Бутерсе, змусив Фер'є піти у відставку протягом шести місяців.
Прем'єр-міністр Хенк Чін А Сен змінив Фер'є на посаді президента. Чін А Сен присвоїв Фер'є звання Великого кавалера Почесного ордена Жовтої Зірки 3 вересня 1980 року. Його дружина також була нагороджена Великим офіцером Почесного ордену Пальми.

## Смерть
Фер'є помер від серцевої недостатності під час сну вдома в Угстгесті у віці 99 років, за чотири місяці до свого 100-річчя. Його тіло було знайдено рано вранці 4 січня 2010 року.
Фер'є поховали 11 січня 2010 року в голландському містечку Угстгест, де він жив з 1980 року.